# ディズニー・ヴィランズ

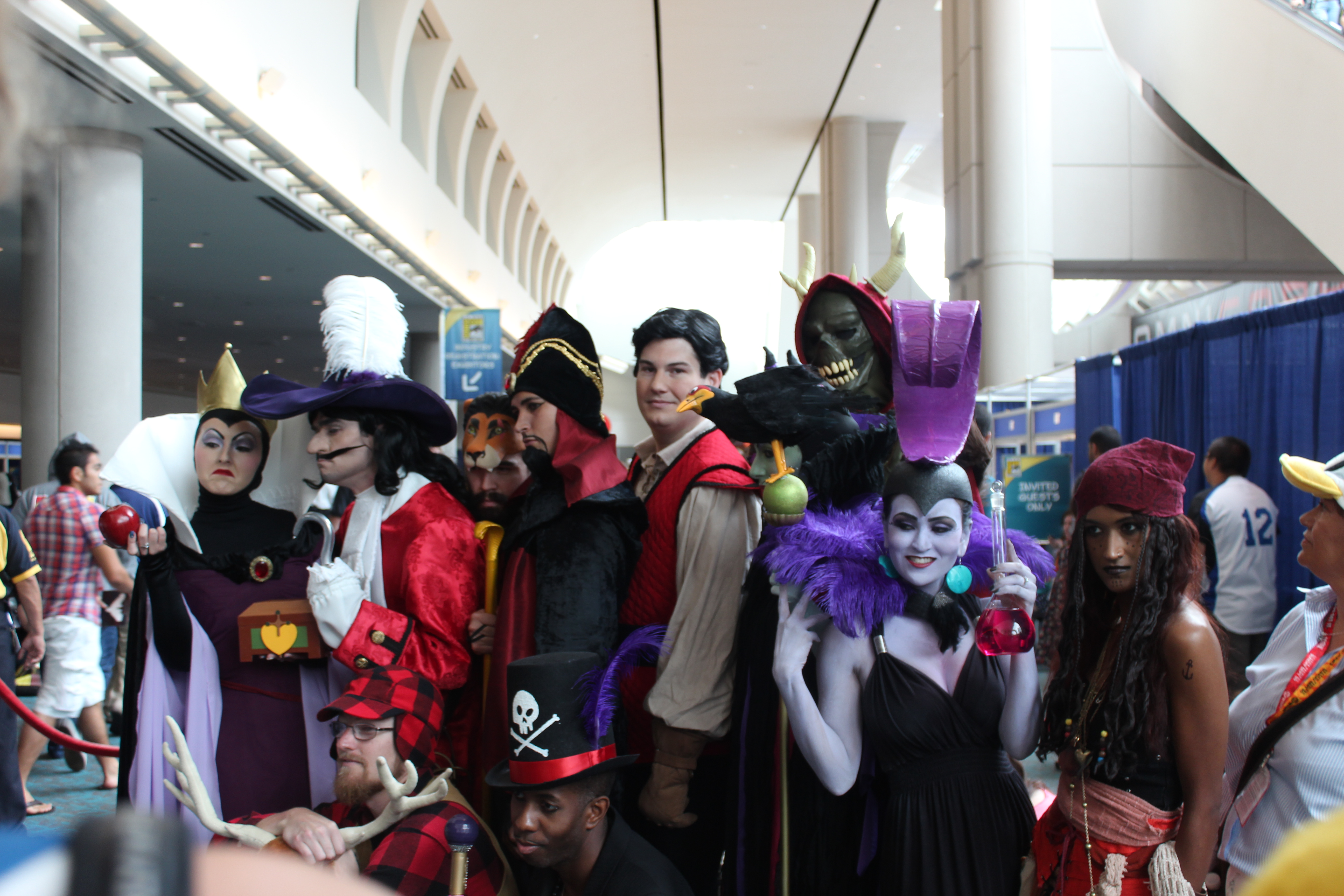

ディズニー・ヴィランズ（Disney villains）は、ディズニー作品や世界のディズニーパークにおけるアトラクションの悪役（villain）キャラクター、敵役キャラクターを集めた一種のブランド名。多種の企画、商品展開が行われている。
作中では死亡する事が多いが、近年の作品では生存していて逮捕、投獄程度になっている作品も増えている。また、序盤、中盤では主人公側の人物が終盤で黒幕として登場する例が近年増加傾向にある。また、緑のライトが当てられたり、イメージカラーが黒、赤、紫とされていることが多い。
どこまでをヴィランズとするかは人によって感覚が違い、ディズニープリンセスのようなきちんとした線引きがないのが現状である。しかし、一部のパレードやCDなどによって公式にヴィランズとされたキャラクターも存在する。
ヴィランズのテーマ曲のみを集めた音楽アルバム（ディズニー・ミュージック・グループ）や、既存作品のヴィランズ登場部分を集め、新作部分を加えたオリジナルビデオなども多数販売されている。

## ディズニー・ヴィランズ一覧

### ウォルト・ディズニー・アニメーション・スタジオ作品
- ピート（蒸気船ウィリー）(1928年11月18日)
- ビッグ・バッド・ウルフ（三匹の子ぶた）(1933年5月27日)
- モーティマー・マウス（ミッキーのライバル大騒動）（1936年6月20日）
- クイーン・グリムヒルド/ウィックド女王（白雪姫）(1937年12月21日)
- レイバン（白雪姫）
- 魔法の鏡（白雪姫）
- J・ワシントン・ファウルフェロー/正直ジョン（ピノキオ）(1940年2月7日)
- ギデオン（ピノキオ）
- ストロンボリ（ピノキオ）
- コーチマン（ピノキオ）
- チェルナボーグ（ファンタジア）(1940年11月13日)
- 狩りをする男（バンビ）(1941年10月23日)
- ヘッドレス・ホースマン/首なし騎士（イカボードとトード氏）(1949年10月05日)
- トレメイン夫人（シンデレラ）(1950年2月15日)
- アナスタシア・トレメイン、ドリゼラ・トレメイン（シンデレラ）
- ルシファー（シンデレラ）
- ハートのジュディス女王（ふしぎの国のアリス）(1951年07月16日)
- ハートのチャールズ王（ふしぎの国のアリス）
- セイウチ（ふしぎの国のアリス）
- フック船長（ピーター・パン）(1953年2月5日)
- ミスター・スミー（ピーター・パン）
- サイとアム（わんわん物語）(1955年6月16日)
- セーラおばさん（わんわん物語）
- マレフィセント（眠れる森の美女）(1959年01月29日)
- ディアブロ（眠れる森の美女）
- グーン（眠れる森の美女）
- クルエラ・ド・ヴィル（101匹わんちゃん）(1961年1月25日)
- ジャスパー&ホーレス（101匹わんちゃん）
- マダム・ミム（王様の剣）(1963年12月25日)
- シア・カーン（ジャングル・ブック）(1967年10月18日)
- キング・ルーイ（ジャングル・ブック）
- カー（ジャングル・ブック）
- エドガー（おしゃれキャット）(1970年12月11日)
- レオニダス王（ベッドかざりとほうき）(1971年11月11日)
- プリンス・ジョン（ロビン・フッド）(1973年11月08日)
- ヒス（ロビン・フッド）
- ノッティンガムのシェリフ（ロビン・フッド）
- 蜂の群れ（くまのプーさん 完全保存版）(1977年3月11日)
- メデューサ（ビアンカの大冒険）(1977年6月22日)
- ブルータスとネロ（ビアンカの大冒険）
- クマ（きつねと猟犬）(1981年7月10日)
- ホーンド・キング（コルドロン）(1985年7月24日)
- クリーパー（コルドロン）
- ギセント（コルドロン）
- ラティガン教授 （オリビアちゃんの大冒険）(1986年7月2日)
- サイクス（オリバー ニューヨーク子猫ものがたり）(1988年11月18日)
- ロスコー&デゾート（オリバー ニューヨーク子猫ものがたり）
- アースラ（リトル・マーメイド）(1989年11月17日)
- フロットサムとジェットサム（リトル・マーメイド）
- マーロック（ダックテイル・ザ・ムービー/失われた魔法のランプ）(1990年8月3日)
- パーシバル・C・マクリーチ（ビアンカの大冒険 ゴールデン・イーグルを救え!）(1990年11月16日)
- ジョアンナ（ビアンカの大冒険 ゴールデン・イーグルを救え!）
- ガストン（美女と野獣）(1991年11月22日)
- ル・フウ（美女と野獣）
- ネガダック（ダックにおまかせ ダークウィング・ダック）(1991年9月6日 - 1992年12月5日)
- ジャファー（アラジン）(1992年11月25日)
- イアーゴ（アラジン）
- ウギー・ブギー（ナイトメアー・ビフォア・クリスマス）(1993年10月29日)
- ロック&ショック&バレル（ナイトメアー・ビフォア・クリスマス）
- ジャファー（アラジン ジャファーの逆襲）(1994年5月20日)
- アビス・マル（アラジン ジャファーの逆襲）
- スカー（ライオン・キング）(1994年6月24日)
- ハイエナトリオ(シェンジ、バンザイ、エド)（ライオン・キング）
- デモーナ（ガーゴイル ザ・ムービー）(1995年1月31日)
- デヴィッド・ザナトス（ガーゴイル ザ・ムービー）
- スティールクランロボット（ガーゴイル ザ・ムービー）
- オーエン・バーネット（ガーゴイル ザ・ムービー）
- ヘイコン（ガーゴイル ザ・ムービー）
- ジョン・ラトクリフ総督（ポカホンタス）(1995年6月23日)
- スポンジおばさん（ジャイアント・ピーチ）(1996年4月12日)
- クロード・フロロー（ノートルダムの鐘）(1996年6月21日)
- サルーク（アラジン完結編 盗賊王の伝説）(1996年8月13日）
- ハデス（ヘラクレス）(1997年6月27日)
- ペイン&パニック（ヘラクレス）
- フォルテ（美女と野獣 ベルの素敵なプレゼント）(1997年11月11日)
- シャン・ユー（ムーラン）(1998年6月19日)
- チ・フー（ムーラン）
- ジラ（ライオン・キング2 シンバズ・プライド）(1998年10月27日)
- ヌカ（ライオン・キング2 シンバズ・プライド）
- ビタニ（ライオン・キング2 シンバズ・プライド）
- サボー（ターザン）(1999年06月18日)
- ウィリアム・セシル・クレイトン（ターザン）
- クローン（ダイナソー）(2000年1月01日)
- ブラッドリー（史上最強のグーフィー・ムービー Xゲームで大パニック!）(2000年5月19日)
- モルガナ（リトル・マーメイドII Return to The Sea）(2000年9月19日)
- イズマ（ラマになった王様）(2000年12月15日)
- ベネディクト校長（リセス 〜ぼくらの夏休みを守れ!〜）(2001年2月16日)
- バスター（わんわん物語II）(2001年2月27日)
- レジー（わんわん物語II）
- ローク司令官（アトランティス 失われた帝国）(2001年6月8日)
- ポムポム（シンデレラII）(2002年2月23日)
- サルーシュ（ノートルダムの鐘Ⅱ）(2002年3月19日)
- ガントゥ（リロ・アンド・スティッチ）※「リロイ・アンド・スティッチ」で改心(2002年06月21日)
- マートル・エドモンズ（リロ・アンド・スティッチ）※「リロイ・アンド・スティッチ」で改心
- ジョン・シルバー（トレジャー・プラネット）(2002年11月27日)※根は善人で仲間思いであり、完全なヴィランではない
- スクループ（トレジャー・プラネット）
- クルエラ・デ・ビル（101匹わんちゃんII パッチのはじめての冒険）(2002年12月6日)
- フック船長（ピーター・パン2 ネバーランドの秘密（2002年12月21日)
- ミスター・スミー（ピーターパン2 ネバーランドの秘密）
- タコ（ピーター・パン2 ネバーランドの秘密）
- シェンジ、バンザイ、エド（ライオン・キング3 ハクナ・マタタ）(2003年2月10日)
- Dr.ドラッケン（キム・ポッシブル）(2003年5月6日)
- ジャック・フォン・ハムスターヴィール博士（スティッチ! ザ・ムービー）(2003年8月26日)
- アラメダ・スリム（ホーム・オン・ザ・レンジ にぎやか農場を救え! ）(2004年4月2日)
- ウィリーズ（ホーム・オン・ザ・レンジ にぎやか農場を救え!）
- リコ（ホーム・オン・ザ・レンジ にぎやか農場を救え!）
- ピート隊長（ミッキー・ドナルド・グーフィーの三銃士）(2004年8月17日)
- ビーグル・ボーイズ（ミッキー・ドナルド・グーフィーの三銃士）
- マーロック（ダックテイル・ザ・ムービー/失われた魔法のランプ）(2004年9月18日)
- 銀河警察（リロ・アンド・スティッチ 2）(2005年9月7日)
- マートル・エドモンズ（リロ・アンド・スティッチ 2）
- フォクシー・ロクシー（チキン・リトル）(2005年11月4日)
- グーシー・ルーシー（チキン・リトル）
- ジャック・フォン・ハムスターヴィール博士（リロイ・アンド・スティッチ）(2006年6月23日)
- リロイ（リロイ・アンド・スティッチ）
- カザール（ライアンを探せ!）(2006年12月16日)
- ブラッグ（ライアンを探せ!）
- ルシファー(御者)（シンデレラIII 戻された時計の針）(2007年2月6日)
- マイケル・"グーブ"・ヤグービアン/山高帽の男（ルイスと未来泥棒）※終盤で改心(2007年03月30日)
- ドリス（ルイスと未来泥棒）
- マリーナ・デル・レイ（リトル・マーメイドIII はじまりの物語）(2008年8月26日)
- トム・オドネル/マネージャー（ボルト）(2008年11月21日)
- ドクター・キャリコ（ボルト）※あくまでドラマ内での設定
- ヴィディア（ティンカー・ベル）※続編からは改心(2008年12月23日)
- ドクター・ファシリエ（プリンセスと魔法のキス）(2009年12月11日)
- ローレンス（プリンセスと魔法のキス）
- 大きいトロールと小さいトロール（ティンカー・ベルと月の石）(2009年12月23日)
- トゥイッチズ(飼い猫)（ティンカー・ベルと妖精の家）(2010年9月21日)
- マザー・ゴーテル（塔の上のラプンツェル）(2010年11月24日)
- スタンビントン兄弟（塔の上のラプンツェル）
- スグモドル（くまのプーさん）(2011年07月15日)
- ランブレ（ピクシー・ホロウ・ゲームズ 妖精たちの祭典）(2011年11月9日)
- ミロリ（ティンカー・ベルと輝く羽の秘密）(2012年8月31日)
- キャンディ大王/ターボ（シュガー・ラッシュ）(2012年11月02日)
- サイ・バグ (シュガー・ラッシュ）
- ハンス・ウェスターガード（アナと雪の女王）(2013年11月27日)
- ウェーゼルトン公爵（アナと雪の女王）
- リップスリンガー（プレーンズ）(2013年12月21日)
- ネッド、ゼット（プレーンズ）
- ザリーナ（ティンカー・ベルとネバーランドの海賊船）(2014年2月13日)
- ジェームズ（ティンカー・ベルとネバーランドの海賊船）※後のフック船長
- キャド・スピナー（プレーンズ2/ファイアー&レスキュー）(2014年7月19日)
- ロバート・キャラハン教授/ヨウカイ（ベイマックス）(2014年11月07日)
- Mr.ヤマ（ベイマックス）
- ニックス（ティンカー・ベルと流れ星の伝説）(2014年12月12日)
- ドーン・ベルウェザー副市長（ズートピア）(2016年03月04日)
- ギデオン・グレイ(ズートピア)※その後改心
- テ・カァ（モアナと伝説の海）(2017年3月10日)※終盤で「心」を取り戻し、女神テ・フィティに姿を変えた。
- トゥイ・ワイアリキ (モアナと伝説の海) ※終盤で和解
- カカモラ（モアナと伝説の海）
- タマトア（モアナと伝説の海）
- ウイルス「アーサー」（シュガー・ラッシュ：オンライン）(2018年11月21日)
- ルナード国王（アナと雪の女王2）※既に故人(2019年11月22日)
- ナマーリ、ヴィラーナ（ラーヤと龍の王国）(2021年3月5日）※終盤で和解
- ドルーン（ラーヤと龍の王国）
- アブエラ・アルマ・マドリガル（ミラベルと魔法だらけの家）※終盤で和解(2021年11月24日)
- マグニフィコ王（ウィッシュ）(2023年11月22日)
- ボデ（イワジュ）(2024年2月28日)
- ナロ（モアナと伝説の海2）（2024年12月6日）

### ピクサー・アニメーション・スタジオ作品
- シド・フィリップス（トイ・ストーリー）(1996年3月23日)
- スカッド　(トイ・ストーリー)
- ホッパー（バグズ・ライフ）(1999年3月13日)
- モルト（バグズ・ライフ）※終盤で改心
- P.T.フリー（バグズ・ライフ）
- サンパー（バグズ・ライフ）
- プロスペクター/スティンキー・ピート（トイ・ストーリー2）(2000年3月11日)
- ザーグ（トイ・ストーリー2）※終盤で和解
- アル・マクウィギン (トイ・ストーリー2)
- ザーグ（スペース・レンジャー バズ・ライトイヤー 帝王ザーグを探せ!）(2000年8月8日)
- ワープ・ダークマター/エージェントZ（スペース・レンジャー バズ・ライトイヤー 帝王ザーグを探せ!）
- グラブ（スペース・レンジャー バズ・ライトイヤー 帝王ザーグを探せ!）
- ブレイン・ポッド（スペース・レンジャー バズ・ライトイヤー 帝王ザーグを探せ!）
- ランドール・ボッグス（モンスターズ・インク）(2002年3月2日)
- ジェフ・ファンガス（モンスターズ・インク）※終盤で改心
- ヘンリー・J・ウォーターヌース三世（モンスターズ・インク）
- フィリップ・シャーマン（ファインディング・ニモ）(2003年12月6日)
- ダーラ（ファインディング・ニモ）
- オニカマス（ファインディング・ニモ）
- チョウチンアンコウ（ファインディング・ニモ）
- クラゲ（ファインディング・ニモ）
- カモメ（ファインディング・ニモ）
- バズとバーニー(カニ二人組)（ファインディング・ニモ）※上記にいるファインディング・ニモのヴィランズと違って悪気あって嫌がらせをしている
- バディ・パイン/シンドローム（Mr.インクレディブル）(2004年12月4日)
- ミラージュ（Mr.インクレディブル）※終盤で改心
- オムニドロイド（Mr.インクレディブル）
- ボム・ボヤージュ（Mr.インクレディブル）
- ギルバート・ハフ（Mr.インクレディブル）
- アンダーマイナー（Mr.インクレディブル）
- チック・ヒックス（カーズ）(2006年7月1日)
- ブルーザー・ブコウスキ（カーズ）
- ブースト（カーズ）
- DJ/デボン・モントゴメリー・ジョンストン3世（カーズ）
- ウィンゴ（カーズ）
- スノット・ロッド（カーズ）
- スキナー（レミーのおいしいレストラン）(2007年7月28日)
- アントン・イーゴ（レミーのおいしいレストラン）※終盤で和解
- AUTO（オート）（ウォーリー）(2008年12月5日)
- GO・4（ゴーファー）（ウォーリー）
- SECUR・T（セキュリティー）（ウォーリー)
- チャールズ・F・マンツ（カールじいさんの空飛ぶ家）(2009年12月5日)
- アルファ（カールじいさんの空飛ぶ家）※終盤で改心
- ベータ（カールじいさんの空飛ぶ家）※終盤で改心
- ガンマ（カールじいさんの空飛ぶ家）※終盤で改心
- ロッツォ・ハグベア（トイ・ストーリー3）(2010年7月10日)
- ケン（トイ・ストーリー3）※終盤で改心
- ビッグ・ベビー（トイ・ストーリー3）※終盤で改心
- ストレッチ（トイ・ストーリー3）※終盤で改心
- チャンク（トイ・ストーリー3）※終盤で改心
- トゥイッチ（トイ・ストーリー3）※終盤で改心
- スパークス（トイ・ストーリー3）※終盤で改心
- 猿（トイ・ストーリー3）※終盤で改心
- ザンダップ教授（カーズ2）(2011年7月30日)
- マイルズ・アクセルロッド卿（カーズ2）
- グレム（カーズ2）
- エーサー（カーズ2）
- J.カービー・グレムリン（カーズ2）
- タブス・ペーサー（カーズ2）
- ウラジミール・トランコフ（カーズ2）
- ヴィクトール・ヒューゴ（カーズ2）
- イヴァン（カーズ2）
- フレッド・ペーサー（カーズ2）
- ペティ・ペーサー（カーズ2）
- ジェローム・ランペード（カーズ2）
- タイラー・グレムリン（カーズ2）
- ドン・グレムリン（カーズ2）
- トウガ・グレムリン（カーズ2）
- ステファン・グランスキー（カーズ2）
- ペトロフ・トランコフ（カーズ2）
- トルガ・トランコフ（カーズ2）
- アレクサンドル・ヒューゴ（カーズ2）
- トニー・トライフル（カーズ2）
- カール・ハウルツェモフ（カーズ2）
- マグシー・リフトサム（カーズ2）
- モルデュー （メリダとおそろしの森）(2012年7月21日)
- ジョニー・ワシントン（モンスターズ・ユニバーシティ）(2013年7月6日)
- チェット・アレキサンダー（モンスターズ・ユニバーシティ）
- ハビエル・リオス（モンスターズ・ユニバーシティ）
- レジー・ジェイコブス（モンスターズ・ユニバーシティ）
- チップ・ゴフ（モンスターズ・ユニバーシティ）
- ランドール・ボッグス（モンスターズ・ユニバーシティ）
- パイソン・ニュー・カッパ（モンスターズ・ユニバーシティ）
- ロナルド・トンプキンス（トイ・ストーリー・オブ・テラー!）(2015年7月2日)
- ミスター・ジョーンズ（トイ・ストーリー・オブ・テラー!）
- ジャングルズ （インサイド・ヘッド）(2015年7月18日)
- 賢者クレリック（トイ・ストーリー 謎の恐竜ワールド）(2015年7月18日)
- レイ=ゴン（トイ・ストーリー 謎の恐竜ワールド）
- テロダクティル（アーロと少年）(2016年3月12日)
- ラプトル（アーロと少年）
- ダイオウイカ（ファインディング・ドリー）(2016年7月16日）
- ジャクソン・ストーム（カーズ/クロスロード）(2017年7月15日)
- レイ・レバーハム（カーズ/クロスロード）
- スターリング（カーズ/クロスロード）
- チック・ヒックス（カーズ/クロスロード）
- エルネスト・デラクルス （リメンバー・ミー）(2018年3月16日)
- エレナ・リヴェラ（リメンバー・ミー）※終盤で和解
- スクリーンスレイヴァー/イヴリン・ディヴァー（インクレディブル・ファミリー）(2018年8月1日)
- アンダーマイナー（インクレディブル・ファミリー）
- ギャビーギャビー（トイ・ストーリー4）※終盤で和解(2019年7月12日)
- ベンソン（トイ・ストーリー4）※終盤で和解
- デュードロップ（2分の1の魔法）(2020年8月21日)
- テリー（ソウルフル・ワールド）(2020年12月25日)
- エルコレ・ヴィスコンティ（あの夏のルカ）(2021年6月18日)
- チッチョ（あの夏のルカ）
- グイド（あの夏のルカ）
- ダンカン（モンスターズ・ワーク シーズン1）（2021年7月9日）※終盤で和解
- ミン・リー/パンダ・ミン（私ときどきレッサーパンダ）(2022年3月11日)※終盤で改心
- ザーグ/未来のバズ（バズ・ライトイヤー）(2022年7月1日)
- ランディ/幽霊（カーズ・オン・ザ・ロード）（2022年9月8日）
- スピードデーモン（カーズ・オン・ザ・ロード）
- ジョニー・ワシントン（モンスターズ・ワーク シーズン2）（2024年5月5日）
- ランドール・ボッグス（モンスターズ・ワーク シーズン2)
- ジーン・デュベリー（『インサイド・ヘッド』の世界より:ライリーの夢の製作スタジオ）（2024年12月11日）
- グライゴン大使（星つなぎのエリオ）（2025年8月1日）
- 50体のバズ・ライトイヤー軍団（トイ・ストーリー5）（2026年6月19日）

### 実写作品
- ブレア・フォックス（南部の唄）(1946年11月12日)
- ブレア・ベア（南部の唄）
- Mr.ドース・シニア（メリー・ポピンズ）(1965年12月10日)
- ドゥーム判事（英語版）（ロジャー・ラビット）(1988年12月3日)
- トゥーン・パトロール（ロジャー・ラビット）
- キャプテン・ヘクター・バルボッサ（パイレーツ・オブ・カリビアン/呪われた海賊たち）(2003年7月2日)
- 白い魔女（ナルニア国物語/第1章: ライオンと魔女）(2005年12月9日)
- デイヴィ・ジョーンズ（パイレーツ・オブ・カリビアン/デッドマンズ・チェスト）(2006年7月7日)
- カトラー・ベケット（パイレーツ・オブ・カリビアン/ワールド・エンド）(2007年5月25日）
- ナリッサ女王（魔法にかけられて）(2008年3月14日)
- ミラース卿（ナルニア国物語/第2章: カスピアン王子の角笛）(2008年5月21日)
- 赤の女王/イラスベス（アリス・イン・ワンダーランド）(2010年3月10日)
- ハートのジャック/イロソヴィッチ・ステイン（アリス・イン・ワンダーランド）
- ジャバウォッキー（アリス・イン・ワンダーランド）
- バンダースナッチ（アリス・イン・ワンダーランド）
- ジャブジャブ鳥（アリス・イン・ワンダーランド）
- 黒ひげ(エドワード・ティーチ)（パイレーツ・オブ・カリビアン/生命の泉）(2011年5月20日)
- ステファン王（マレフィセント）(2014年7月5日)
- トレメイン夫人（シンデレラ）(2015年4月25日)
- ドリゼラ・トレメイン（シンデレラ)
- アナスタシア・トレメイン（シンデレラ)
- 大公（シンデレラ)
- ガストン（美女と野獣）(2017年3月17日)
- アルマンド・サラザール（パイレーツ・オブ・カリビアン/最後の海賊）(2017年5月26日)
- シュガー・プラム（くるみ割り人形と秘密の王国）(2018年11月2日)
- ウィリアム・“ウェザーオール”・ウィルキンズ/オオカミ（メリー・ポピンズ リターンズ）(2019年2月1日)
- グッティング/アナグマ（メリー・ポピンズ リターンズ）
- V・A・ヴァンデヴァー（ダンボ）(2019年3月29日)
- ジャファー（アラジン）(2019年5月24日)
- イアーゴ（アラジン）
- スカー（ライオン・キング）(2019年7月19日)
- シェンジ（ライオン・キング)
- イングリス王妃（マレフィセント2）(2019年10月18日)
- シェンニャン（ムーラン）(2020年9月4日)
- ボーリー・カーン（ムーラン）
- バロネス（クルエラ）（2021年5月28日）
- ロペ・デ・アギーレ（ジャングル・クルーズ）(2021年7月29日)
- ヨアヒム王子（ジャングル・クルーズ）
- スウィート・ピート（チップとデールの大作戦 レスキュー・レンジャーズ）(2022年5月19日)
- J・ワシントン・ファウルフェロー（ピノキオ）（2022年9月8日）
- ストロンボリ（ピノキオ）
- フック船長（ピーター・パン&ウェンディ）(2023年4月28日)
- アースラ/ヴァネッサ（リトル・マーメイド）(2023年5月26日)
- アリステア・クランプ/ハットボックスゴースト（ホーンテッドマンション、2023年7月28日）
- キロス（ライオン・キング:ムファサ）(2024年12月20日)
- 女王（白雪姫）(2025年6月27日)
- 狩人（白雪姫）
- ジャンバ・ジュキーバ博士（リロ&スティッチ）（2025年6月6日）

## ディズニー 番外編・ヴィランズ

### リトル・マーメイド編
- ダ・シュリンプ
- ロブスター・モブスター
- ソアー王子
- イービル・マンタ
- セールスフィッシュ
- リトル・イービル
- グローフィッシュ
- 洞窟の魔女
- アウグストゥス王
- 魔法の石の魔人

### 新くまのプーさん編
- ホコリン
- ゴミ大王
- 荒くれ者ナスティ・ジャック
- おもちゃの悪役(偽物)
- ジャグラー
- 怒った雲
- カラス
- おもちゃのクレヨン兵隊
- 腹ペコイモムシのボス
- 腹ペコイモムシ
- ブルーノ
- 雪かき用カボチャロボット
- 夕食のいたずらネズミ(パック・ラッツ)
- イワシの大群
- スタン・ザ・ウーズル(イタチ)
- ウーズル(ズオウ)
- ウースター(ヒイタチ)
- ミツバチのボス ビービ

### ミッキーマウス・ワークス編
- ファントム・ブロット
- ブッチ
- プルートの悪魔
- ルーイ・ザ・マウンテン・ライオン
- ミセス・タートル
- ベイビー・シェルビー
- マッドサイエンティスト
- ジーク
- hungryシャーク
- お菓子の魔女
- 火星ロボット(家庭用)
- 意地悪な虫取り少年
- チーフ・オハラ(警察官)
- 警察官Aと警察官B

### カーズトゥーン編
- ブルドーザー（第3話に登場）
- カブト（第4話に登場）
- 忍者（第4話に登場）※後にカブトを裏切る
- 科学者（第5話に登場）
- アイスクリーマー（第6話に登場）
- コリジョン（第6話に登場）
- ラスタ・カリアン（第6話に登場）
- ドクター・フィール・バッド（第6話に登場）
- パディ（第6話に登場）
- フランケンワゴン博士（第6話に登場）
- フランケンワゴン博士のモンスター（第6話に登場）
- ビッグ・D（第9話に登場）
- サンディ・デューンズ - スティーブ・パーセル（第15話に登場）
- ブルー・グリット（第15話に登場）
- アイドル・スレート - ジョン・サイガン（第15話に登場）
- シフティ・サイドウィンダー（第15話に登場）

## ディズニー・ヴィランズを扱った商品等と登場ヴィランズ

### 映像作品

#### ミッキーの悪いやつには負けないぞ！

##### あらすじ
ハロウィーンの夜、ハウス・オブ・マウスではハロウィーン・パーティが開催された。しかしジャファーらをはじめとするヴィランズがハウス・オブ・マウスをハイジャック。挿入歌にヴィランズによる「悪役の館」がある。

##### 登場ヴィランズ
- アースラ（リトル・マーメイド）
- クルエラ・ド・ヴィル（101匹わんちゃん）
- ジャファー（アラジン）
- イアーゴ（アラジン）
- ハートの女王（ふしぎの国のアリス）
- ハデス（ヘラクレス）
- フック船長（ピーター・パン）
- マレフィセント（眠れる森の美女）

このほかにも、多数のヴィランズが登場する。

#### 『ディズニー・ヴィランズ 悪者コレクション決定版』

##### あらすじ
ハロウィーンの前夜、女王は魔法の力で魔女に変身し、ハロウィーンを支配する計画を立てる。魔女は計画の仲間にするヴィランズを選ぶため、すべての悪を封じ込めているコルドロンに過去のヴィランズを見せてもらう。

##### 登場ヴィランズ
以下の分類は、映像特典「魔女のライブラリー ディズニーの悪者コレクション」によるものである。
- 冷酷で計算高く残忍な悪者
  - フック船長（ピーターパン）
  - クロード・フロロー（ノートルダムの鐘）
  - パーシバル・C・マクリーチ（ビアンカの大冒険 ゴールデン・イーグルを救え!）
  - シャン・ユー（ムーラン）

- 家族の中の悪者
  - スカー（ライオン・キング）
  - ジラ（ライオン・キング2 シンバズ・プライド）
  - トレメイン夫人（シンデレラ）
  - アナスタシア・トレメイン、ドリゼラ・トレメイン（シンデレラ）※アナスタシアは続編で改心。
  - モルガナ（リトル・マーメイドII Return to The Sea）

- 欲深い悪者
  - ズオウとヒイタチ（プーさんと大あらし）
  - クルエラ・ド・ヴィル（101匹わんちゃん）
  - マデューサ（ビアンカの大冒険）
  - マザー・ゴーテル（塔の上のラプンツェル）
  - ラトクリフ総督（ポカホンタス）
  - イズマ（ラマになった王様）

- 間抜けな悪者
  - ピート（ミッキーマウス）
  - ビッグ・バッド・ウルフ（三匹の子ぶた）
  - エドガー（おしゃれキャット）
  - ガストン（美女と野獣）

- 魔女、魔法使い、魔術師
  - ジャファー（アラジン）
  - アースラ（リトル・マーメイド）
  - マダム・ミム（王様の剣）
  - Dr.ファシリエ（プリンセスと魔法のキス）

- 悪霊、悪魔、悪の化身
  - チェルナボーグ（ファンタジア）
  - ハデス（ヘラクレス）
  - マレフィセント（眠れる森の美女）

- 昆虫の悪者
  - ホッパー（バグズライフ）
  - ウギー・ブギー（ナイトメアー・ビフォア・クリスマス）
  - サイ・バグ（シュガー・ラッシュ）
- 機械の悪者
  - ドリス（ルイスと未来泥棒）
  - AUTO（オート）（ウォーリー）
  - ザーグ（トイ・ストーリー2）※作品によって悪役として出ないこともある

- うそつきな悪者
  - J・ワシントン・ファウルフェロー、ギデオン（ピノキオ）
  - ラティガン教授（オリビアちゃんの大冒険）
  - ストロンボリ（ピノキオ)
  - サイクス（オリバー ニューヨーク子猫ものがたり）
  - キャンディ大王 /ターボ（シュガー・ラッシュ）
  - エルネスト・デラクルス （リメンバー・ミー）

- 王家の悪者
  - ホーンド・キング（コルドロン）
  - プリンス・ジョン（ロビン・フッド）
  - ハートの女王（ふしぎの国のアリス）

- 「魔女のライブラリー ディズニーの悪役コレクション」には収録されていないが本編に登場するヴィランズ
  - 女王（白雪姫）
  - ガントゥ（リロ・アンド・スティッチ）※リロイ・アンド・スティッチで改心
  - フィジット（オリビアちゃんの大冒険）
  - 首なし騎士（イカボードとトード氏）
  - ローク隊長（アトランティス 失われた帝国）
  - エドガー・ヴォルグード（アトランティス 帝国最後の謎）
  - ロック、ショック、バレル（ナイトメア・ビフォア・クリスマス）
  - シェンジ、バンザイ、エド（ライオン・キング）
  - ジョアンナ（ビアンカの大冒険 ゴールデン・イーグルを救え!）
  - ジョン・シルバー（トレジャー・プラネット）※最後はジムを救い、和解した
  - モーバの魔女たち（コルドロン）
  - ムッシュー・ダルク（美女と野獣）
  - コーチマン（ピノキオ）
  - フロットサム、ジェットサム（リトル・マーメイド）
  - スミー（ピーター・パン）
  - 海賊たち（ピーター・パン）
  - アラメダ・スリム（ホーム・オン・ザ・レンジ にぎやか農場を救え!）
  - エイモス・スレイド（きつねと猟犬）
  - パーシー（ポカホンタス）※終盤、ポカホンタス達と仲良くなり、以降行動することになった
  - ペイン、パニック（ヘラクレス）
  - クロンク（ラマになった王様）※終盤、悪事をやめて、続編では主人公になった
  - ウィリー兄弟（ホーム・オン・ザ・レンジ にぎやか農場を救え!）
  - ジャスパー、ホーレス（101匹わんちゃん）※続編のラストで悪党から足を洗っている
  - サー・ヒス（ロビン・フッド）
  - ル・フウ（美女と野獣）
  - トランプたち（ふしぎの国のアリス）
  - イアーゴ（アラジン）※続編からは改心
  - アビスマル（アラジンの大冒険）
  - サルーク（アラジン完結編 盗賊王の伝説）
  - ノッティンガムのシェリフ（ロビン・フッド）
  - ハイエナたち（ライオン・キング）
  - シャン・ユーの手下（ムーラン）
  - マレフィセントの手下（眠れる森の美女）
  - ネロ、ブルータス（ビアンカの大冒険）
  - ロスコー、デソート（オリバー ニューヨーク子猫ものがたり）
  - クリーパー（コルドロン）
  - ルシファー（シンデレラ）
  - シルバーの手下（トレジャー・プラネット）
  - トリガー、ナッツィ（ロビン・フッド）
  - タイタン族（ヘラクレス）
  - ヒドラ（ヘラクレス）
  - ケルベロス（ヘラクレス）
  - スヌープス（ビアンカの大冒険）
  - フェリシア（オリビアちゃんの大冒険）
  - ガイコツの兵隊（コルドロン)
  - サボー（ターザン)
  - ウイリアム・セシル・クレイトン（ターザン）

また、以下のキャラクターは悪役ではないが、ディズニー・ヴィランズとして登場する。
- 衛兵たち（アラジン）
- ワニ（ピーター・パン）

#### 『ディセンダント』・『ディセンダント2』・『ディセンダント3』
あらすじなどの詳細は「ディセンダント（ディズニー）」を参照。

##### 登場ヴィランズ
- マレフィセント
『ディセンダント』に登場。マルの母親。『眠れる森の美女』と同様に、ドラゴンに変身した。
- イーヴィル・クイーン(『白雪姫』の女王)
『ディセンダント』に登場。イヴィの母親。
- クルエラ・ド・ビル
『ディセンダント』に登場。カルロスの母親。
- ジャファー
『ディセンダント』に登場。ジェイの父親。
- アースラ
『ディセンダント2』に台詞と触手のみ登場。ウーマの母親。ロスト島ではフィッシュ・アンド・チップスの店を開いている。
- フック船長
『ディセンダント2』の台詞に登場。ハリーの父親。
- ガストン
『ディセンダント2』の台詞に登場。ギルの父親。
- トレメイン夫人
『ディセンダント2』に台詞のみ登場。ディジーの祖母。ロスト島では美容院を開いている。
- ドリゼラ
『ディセンダント2』の台詞に登場。ディジーの母親。
- シャン・ユー
『ディセンダント2』においてロスト島の看板に名前が書かれている。
- ハデス
『ディセンダント2』においてロスト島の看板に名前が書かれている。『ディセンダント3』に登場。その際マルの父親であることが判明。

ドクター・ファシリエ
　　『ディセンダント3』に登場。セリアの父親。

#### 『リサ・シンプソンのクラブへようこそ』

##### あらすじ
究極のプリンセスに変身しようと決めたリサ・シンプソンだったが、ディズニーで最も悪名高いヴィランズと出会い、悪者の方が楽しそうと知って驚く。

##### 登場ヴィランズ
- アースラ（リトル・マーメイド）
- カー（ジャングル・ブック）
- クルエラ・ド・ヴィル（101匹わんちゃん）
- 女王（白雪姫）
- ジャファー（アラジン）
- スカー（ライオン・キング）
- ハデス（ヘラクレス）
- ハートの女王（ふしぎの国のアリス）
- フック船長（ピーターパン）
- マレフィセント（眠れる森の美女）
- ディアブロ（眠れる森の美女）

### キャラクターソングアルバム
- 『Disney's Evil Villains〜ディズニーの悪役たち』（ポニーキャニオン、1997年9月19日発売）PCCD-00194
- 『ディズニー ヴィランズ・ソングス・コレクション〜ミステリアス・パーティー』（エイベックス・エンタテインメント、2016年9月21日発売）AVW6-63166
- 『ディズニー ヴィランズ・ソングス・コレクション』（ユニバーサル ミュージック、2018年11月14日発売）UWCD-8207
- 『ディズニー・ヴィランズ・ソングブック』（ユニバーサル ミュージック、2020年9月23日発売）UWCD-1086

#### 『ディズニー ヴィランズ・ソングス・コレクション～ミステリアス・パーティー』
| No. | 曲名                                                                                 | ヴィランズ               | 作品                               |
| --- | ------------------------------------------------------------------------------------ | ------------------------ | ---------------------------------- |
| 1   | グリム・グリニング・ゴースト Grim Grinning Ghosts                                    | ゴーストたち             | ホーンテッドマンション             |
| 2   | 準備をしておけ Be Prepared                                                           | スカー                   | ライオン・キング                   |
| 3   | 劣れる者よ You're Only Second Rate                                                   | ジャファー               | アラジン ジャファーの逆襲          |
| 4   | アイム・ゲッティン・グッド・アット・ビーイング・バッド I'm Gettin' Good at Being Bad | クルエラ・ド・ビル       | 102                                |
| 5   | 哀れな人々 Poor Unfortunate Souls                                                    | アースラ                 | リトル・マーメイド                 |
| 6   | ファシリエの企み Friends on the Other Side                                           | ドクター・ファシリエ     | プリンセスと魔法のキス             |
| 7   | ゴスペル・トゥルースⅠ/メイン・タイトル The Gospel Truth I / Main Title               | ハデス                   | ヘラクレス                         |
| 8   | 強いぞ、ガストン Gaston                                                              | ガストン                 | 美女と野獣                         |
| 9   | マイン、マイン、マイン Mine, Mine, Mine                                              | ラトクリフ総督           | ポカホンタス                       |
| 10  | お母様はあなたの味方 Mother Knows Best                                               | マザー・ゴーテル         | 塔の上のラプンツェル               |
| 11  | 君のようになりたい I Wan'na Be Like You (The Monkey Song)                            | キング・ルーイ           | ジャングル・ブック                 |
| 12  | スナッフ・アウト・ザ・ライト Snuff Out the Light (Yzma's Song)                       | イズマ                   | ラマになった王様                   |
| 12  | ナリッサのテーマ Narissa Arrives                                                     | ナリッサ女王             | 魔法にかけられて                   |
| 13  | 天使が僕に/罪の炎 Heaven's Light/Hellfire                                            | フロロー判事             | ノートルダムの鐘                   |
| 14  | シャム猫の歌 The Siamese Cat Song                                                    | サイとアム               | わんわん物語                       |
| 15  | サンディ・クローズを誘拐しろ Kidnap the Sandy Claws                                  | ロック、ショック、バレル | ナイトメアー・ビフォア・クリスマス |
| 16  | ズオウとヒイタチ Heffalumps and Woozles                                              | ズオウとヒイタチ         | くまのプーさん 完全保存版          |
| 17  | ピンク・エレファンツ・オン・パレード Pink Elephants on Parade                        | ピンクの象               | ダンボ                             |
| 18  | エヴリ・リトル・ピース Every Little Piece                                            | ターミナス博士           | ピートとドラゴン                   |
| 19  | 町のクルエラ Cruella De Vil                                                          | クルエラ・ド・ビル       | 101匹わんちゃん                    |

#### 『ディズニー・ヴィランズ・ソングス・コレクション』
| No. | 曲名                                                                                 | ヴィランズ                     | 作品                               |
| --- | ------------------------------------------------------------------------------------ | ------------------------------ | ---------------------------------- |
| 1   | グリム・グリニング・ゴースト Grim Grinning Ghosts                                    | ゴーストたち                   | ホーンテッドマンション             |
| 2   | 準備をしておけ Be Prepared                                                           | スカー                         | ライオン・キング                   |
| 3   | 劣れる者よ You're Only Second Rate                                                   | ジャファー                     | アラジン ジャファーの逆襲          |
| 4   | アイム・ゲッティン・グッド・アット・ビーイング・バッド I'm Gettin' Good at Being Bad | クルエラ・ド・ビル             | 102                                |
| 5   | 哀れな人々 Poor Unfortunate Souls                                                    | アースラ                       | リトル・マーメイド                 |
| 6   | ファシリエの企み Friends on the Other Side                                           | ドクター・ファシリエ           | プリンセスと魔法のキス             |
| 7   | ゴスペル・トゥルースⅠ/メイン・タイトル The Gospel Truth I / Main Title               | ハデス                         | ヘラクレス                         |
| 8   | ハロウィーン・タウンへようこそ This Is Halloween                                     | ジャックと亡者たち             | ナイトメアー・ビフォア・クリスマス |
| 9   | イーヴィル・ライク・ミー Evil Like Me                                                | マレフィセント                 | ディセンダント                     |
| 10  | 強いぞ、ガストン Gaston                                                              | ガストン                       | 美女と野獣                         |
| 11  | ヤツらがいなけりゃ食い放題 Outta the Way                                             | ジャンジャ、チャング、チーズィ | ライオン・ガード                   |
| 12  | シャイニー Shiny                                                                     | タマトア                       | モアナと伝説の海                   |
| 13  | マイン、マイン、マイン Mine, Mine, Mine                                              | ラトクリフ総督                 | ポカホンタス                       |
| 14  | お母様はあなたの味方 Mother Knows Best                                               | マザー・ゴーテル               | 塔の上のラプンツェル               |
| 15  | シャム猫の歌 The Siamese Cat Song                                                    | サイとアム                     | わんわん物語                       |
| 16  | サンディ・クローズを誘拐しろ Kidnap the Sandy Claws                                  | ロック、ショック、バレル       | ナイトメアー・ビフォア・クリスマス |
| 17  | ズオウとヒイタチ Heffalumps and Woozles                                              | ズオウとヒイタチ               | くまのプーさん 完全保存版          |
| 18  | フック船長はエレガント Elegant Captain Hook                                          | フック船長                     | ピーター・パン                     |
| 19  | エヴリ・リトル・ピース Every Little Piece                                            | ターミナス博士                 | ピートとドラゴン                   |
| 20  | 町のクルエラ Cruella De Vil                                                          | クルエラ・ド・ビル             | 101匹わんちゃん                    |

#### 『ディズニー・ヴィランズ・ソングブック』
| No. | 曲名                                                                                        | ヴィランズ           | 作品                                         |
| --- | ------------------------------------------------------------------------------------------- | -------------------- | -------------------------------------------- |
| 1   | ハイ・ディドゥル・ディー・ディー Hi-Diddle-Dee-Dee                                          | 正直ジョン           | ピノキオ                                     |
| 2   | ハートの女王／誰がバラを赤く塗った? The Queen of Hearts / Who's Been Painting My Roses Red? | ハートの女王         | ふしぎの国のアリス                           |
| 3   | フック船長はエレガント Elegant Captain Hook                                                 | フック船長           | ピーター・パン                               |
| 4   | 町のクルエラ Cruella De Vil                                                                 | クルエラ・ド・ヴィル | 101匹わんちゃん                              |
| 5   | 信じて欲しい Trust in Me (The Python's Song)                                                | カー                 | ジャングル・ブック                           |
| 6   | ザ・フォニー・キング・オブ・イングランド The Phony King of England                          | プリンス・ジョン     | ロビン・フッド                               |
| 7   | 哀れな人々 Poor Unfortunate Souls                                                           | アースラ             | リトル・マーメイド                           |
| 8   | 強いぞ、ガストン Gaston                                                                     | ガストン             | 美女と野獣                                   |
| 9   | 夜襲の歌 The Mob Song                                                                       | ガストン             | 美女と野獣                                   |
| 10  | アバヨ、王子様 Prince Ali (Reprise)                                                         | ジャファー           | アラジン                                     |
| 11  | ウギー・ブギーのうた Oogie Boogie's Song                                                    | ウギー・ブギー       | ナイトメアー・ビフォア・クリスマス           |
| 12  | 準備をしておけ Be Prepared                                                                  | スカー               | ライオン・キング                             |
| 13  | マイン、マイン、マイン Mine, Mine, Mine                                                     | ラトクリフ総督       | ポカホンタス                                 |
| 14  | 天使が僕に／罪の炎 Heaven's Light / Hellfire                                                | フロロー判事         | ノートルダムの鐘                             |
| 15  | スナッフ・アウト・ザ・ライト Snuff Out the Light (Yzma's Song)                              | イズマ               | ラマになった王様                             |
| 16  | ヨーデル・エイドル・イードル・アイドル・ウー Yodel-Adle-Eedle-Idle-Oo                       | アラメダ・スリム     | ホーム・オン・ザ・レンジ にぎやか農場を救え! |
| 17  | ファシリエの企み Friends on the Other Side                                                  | ドクター・ファシリエ | プリンセスと魔法のキス                       |
| 18  | お母様はあなたの味方 Mother Knows Best                                                      | マザー・ゴーテル     | 塔の上のラプンツェル                         |
| 19  | シャイニー Shiny                                                                            | タマトア             | モアナと伝説の海                             |
| 20  | グリム・グリニング・ゴースト Grim Grinning Ghosts                                           | ゴーストたち         | ホーンテッドマンション                       |
| 21  | ザ・ヘッドレス・ホースマン The Headless Horseman                                            | 首なし騎士           | イカボードとトード氏                         |
| 22  | ハロウィーン・タウンへようこそ This Is Halloween                                            | ジャックと亡者たち   | ナイトメアー・ビフォア・クリスマス           |

### パレード・ショー

#### 4つのパレードに共通して登場
- 『白雪姫』の女王
- ジャファー
- マレフィセント
- フック船長
- ハデス

#### 2008年『レッツ・ゴー・ヴィランズ！』
- ハートの女王

#### 2009年『リ・ヴィランズ！』
- ハートの女王
- アースラ

#### 2015年『ザ・ヴィランズ・ワールド』
- アースラ

また、以下のパレード・ショーは全体を通してヴィランズをテーマにしたものではないが、ヴィランズをテーマとした場面が存在する。

#### 『ディズニー・ファンティリュージョン!』
- ジャファー
- アースラ
- マレフィセント
- 『白雪姫』の女王
- チェルナボーグ

#### 『ワンマンズ・ドリームⅡ - ザ・マジック・リブズ・オン』
- 『白雪姫』の女王
- 魔法の鏡(白雪姫)
- フロロー判事
- マレフィセント

#### 『ファンタズミック!』
- 魔法の鏡
- 『白雪姫』の女王
- アースラ
- フロットサム、ジェットサム
- チェルナボーグ
- マレフィセント

### その他
- 日本のディズニーの公式サイトでは、ディズニー・ヴィランズとして以下のキャラクターが紹介されている。
  - マレフィセント
  - ジャファー
  - アースラ
  - ブギー
  - ドクター・ファシリエ
  - 『白雪姫』の女王
  - マザー・ゴーテル
  - フック船長
  - サイとアム
  - クルエラ・ド・ビル
  - スカー
- LINEスタンプ「ディズニー・ヴィランズ」には、以下のキャラクターが登場する。
  - 『白雪姫』の女王
  - クルエラ・ド・ビル
  - ハートの女王
  - マレフィセント
  - ガストン
  - アースラ
  - ハデス
  - フック船長
  - ワニ(ピーター・パン)
  - ジャファー
  - 魔法の鏡

- 海外アニメ作品
  - Dr.ドラッケン、シーゴー(『キム・ポッシブル』)
  - ハインツ・ドゥーフェンシュマーツ（英語版）(『フィニアスとファーブ』)
  - ビル・サイファー(『怪奇ゾーン グラビティフォールズ』)
  - ハンニバル・マクフィスト(『学園NINJAランディ』)
  - ヘイター卿（『なんだかんだワンダー』）
  - ピーパーズ隊長（『なんだかんだワンダー』）
  - オーサム皇帝（『なんだかんだワンダー』）
  - ドミネーター卿(『なんだかんだワンダー』)
  - ルード(『悪魔バスター★スター・バタフライ』)
  - ヒルディ・グルーム、グリム・グルーム(『ハイ・ホー7D』)
  - フリントハート・グロムゴールド(『ダックテイルズ』)
  - ハンツマン(『アメリカン・ドラゴン』)
  - ナイトマスター(『イン・ヤン・ヨー!』)
  - ジャンジャ、チャング、チーズィ(『ライオン・ガード』)
  - ギャスパー・レ・ゲッコー(『ブランディ アンド Mr.ウィスカーズ』)
  - スケルトン・キング(『スーパー・ロボット・モンキー・チーム・ハイパーフォース GO!』)
  - ピスタチオンの王(『マイロ・マーフィーの法則』)
  - ランディ・ピンチャーソン(『スイチュー! フレンズ』)

## 参考
- 『ディズニーキャラクターコレクション ディズニー・ヴィランズ』 講談社 2004年1月20日発行 ISBN 4-06-315503-X
- ディズニー・ハロウィーン

## 関連
- ディズニープリンセス - ディズニー作品に登場するプリンセスのキャラクターの総称。商品展開の名称としても使用されている。